# Famille de Rostrenen
La famille de Rostrenen est une famille française.

## Historique
La famille de Rostrenen, que certains historiens font remonter au règne de Louis le Débonnaire, est connue du XIe au XVe siècle. Elle serait issue des vicomtes de Poher. En 834, Guillaume de Rostrenen est tué au service de Louis le Débonnaire. Un dénommé Rivallon de Rostrenen aurait été chambellan de Barbe-Torte.
Cette famille édifia un château sur la paroisse de Moëlou. Ce château devient le siège d'une puissante baronnie, relevant de la vicomté de Poher et de la sénéchaussée de Carhaix et qui s'étendait jadis aux paroisses actuelles de Glomel, Kergrist-Moëlou, Maël-Carhaix, Paule, et en partie sur les paroisses de Plévin, de Plouguernével, de Plounévez-Quintin, de Rostrenen, et de Maël-Pestivien.

## Filiation
- Riwallon Ier (vers 1050 † après 1068), seigneur de Rostrenen, sénéchal de Bretagne en 1068
enfant :
Derrien, seigneur de Rostrenen,
- Derrien de Rostrenen († après 1100), seigneur de Rostrenen,
enfant :
Pierre Ier, seigneur de Rostrenen,
- Pierre Ier de Rostrenen († après 1135), seigneur de Rostrenen,
enfant :
Rivallon II, seigneur de Rostrenen,
- Rivallon ou Riwallon II de Rostrenen, seigneur de Rostrenen,
marié à Théophanie de Lanvaux, dont :
Pierre II, seigneur de Rostrenen,
Anne,
mariée vers 1201 à Alain de Rochefort,
mariée à Guillaume II de Derval,
Nine,
mariée à Guillaume II de Montfort (†† 1214), dont :
Mahaud (vers 1214 † 1279), dame de Montfort,
mariée à Josselin de Rohan († 1251), seigneur de Montfort,
mariée après 1239 à Josselin II († vers 1266), seigneur de La Roche-Bernard,
Marie,
mariée à Alain de Rieux,
Jeanne,
mariée à Guillaume IV de Coëtquen,
- Pierre II de Rostrenen (vers 1180 † après 1200), seigneur de Rostrenen,
marié il aura :
Pierre III, seigneur de Rostrenen,
Alix,
mariée à Soudan du Faou,
- Pierre III de Rostrenen (vers 1210 † après 1252), seigneur de Rostrenen, il prit part en 1237 à la révolte d'Olivier de Lanvaux et de Pierre de Craon contre le duc Jean Ier Le Roux,
marié à Jeanne de Parthenay (née après 1218), dont :
Plézou (née vers 1237),
mariée à Hervé III du Pont-L'Abbé,
Pierre IV, seigneur de Rostrenen,
Geoffroi († après 1272), il figure en 1267 pour un don fait par le duc Jean Ier Le Roux, puis s'embarqua le 12 avril 1270 à Marseille pour la huitième croisade en compagnie du duc de Bretagne qui lui est redevable en 1272 de 400 livres pour son voyage,
Constance,
mariée à Jean de Pestivien, dont les enfants Jean et Tiphaine sont témoins, en 1330 au procès en canonisation de Saint Yves[1]
- Pierre IV de Rostrenen (vers 1245 † 11 mars 1307 - Guingamp), seigneur de Rostrenen, Crec'h-Moëllou et Kerien en Glomel, qui reconnut en 1294 devoir au duc deux chevaliers d'ost, prenant l'engagement de suivre l'Ost du duc en Gascogne, il figure aussi dans la vie de Saint Yves comme protagoniste du miracle de la forêt de Rostrenen,
marié à Nicole (née ap. 1240), fille d'André III de Vitré,
Pierre V, seigneur de Rostrenen,
Guillaume, qui assiège en 1373 le château de Derval alors tenu par l'Anglais Knolles,
Michelle,
mariée à Raoul V († 1299), seigneur de Montfort et de Gaël,
Françoise,
mariée à Conan, chevalier de Quélen,
Alix,
mariée vers 1315 à Guy (né vers 1295), seigneur de Plusquellec et de Callac,
Plésou, mariée à Jean, seigneur de Quélennec
- Pierre V de Rostrenen (vers 1270 † 20 juin 1347 à la bataille de La Roche-Derrien), seigneur de Rostrenen, il prit une part active lors de la guerre de Succession de Bretagne, commandant une partie de l'armée de Charles de Blois (qu'il hébergea en son château de Rostrenen lorsque le prétendant se rendait à Carhaix) dans la première période de la guerre. Il assista au siège de Rennes, à celui d'Hennebont et prit part à la reddition d'Auray. Il périt à la bataille de La Roche-Derrien,
marié vers 1300 à Anne du Pont-l'Abbé (née vers 1280), dont :
Jeanne (vers 1300 † après le 29 mai 1371), dame de Guéméné-Guégant,
mariée en 1322 (Plouhinec) à Alain VII, vicomte de Rohan,
mariée en 1354 à Roger Davis (1310 † 29 mai 1371), officier anglais,
Pierre VI, seigneur de Rostrenen, peut-être issu d'un autre mariage
Amicie,
mariée à Guillaume de La Roche-Bernard (né en 1356)
Rolland ou Pierre,
marié à Jeanne de Coëtmen,
Alain († après 1391),
Plésou,
mariée à Jean Ier du Quélennec,
- Pierre VI de Rostrenen (vers 1320 † après le 2 septembre 1419), seigneur de Rostrenen, comme son père, il embrassa en 1341 la cause de Charles de Blois, il ratifia en 1352 l'ambassade envoyée en Angleterre. On le trouve comme chevalier banneret, au premier poste dans l'armée de Bertrand Du Guesclin, dont il fut l'un des plus fidèles aides, il sera présent lorsque ce dernier reçut l'épée de connétable de France le 2 octobre 1370. Valeureux chevalier, il combat à la bataille de Chizé le 21 mars 1373, au siège de La Rochelle le 15 août 1372 et au siège de Brest en 1373. Banneret dans la revue de Clisson à la bastille de Saint-Goueznou, le 1er mai 1379, il suivra le connétable de Clisson jusqu'en 1380,
marié vers 1360 à Marie de La Jaille, fille d'Yves VI[1] dont
Jeanne,
mariée vers 1380 à Thomas III de Fontenay († 28 juin 1402), puis,
mariée à Eustache de La Houssaye
Pierre VII, seigneur de Rostrenen, qui suit
d'un autre lit
Jean (1407 † après 1479), seigneur de La Chesnaye et de Coëtdor (1456), seigneur de Tréfaven (1442), chambellan du duc de Bretagne,
marié à Louise de Rohan, dame de Léon, fille d'Édouard de Rohan et petite-fille de Jean Ier, vicomte de Rohan, dont:
Béatrice (vers 1432 † 1501),
mariée à Jean V, seigneur d'Acigné, chambellan du duc de Bretagne,
- Pierre VII de Rostrenen (vers 1360 † 2 septembre 1419), seigneur de Rostrenen, allié de Clisson au moment de son arrestation en 1387, ambassadeur des États de Bretagne en 1408 auprès du duc de Bourgogne[1]
marié à Marguerite de Mauny (née vers 1375), fille d'Olivier de Mauny, neveu du connétable du Guesclin[1] dont :
Marie, (vers 1395 † 1471),
mariée en 1422 à Olivier II (1385 † novembre 1463), seigneur du Gué-de-L'Isle et de Chasteigneraye
Pierre VIII, seigneur de Rostrenen, qui suit
- Pierre VIII de Rostrenen (vers 1400  - 13 août 1440 - Paris), seigneur de Rostrenen et de La Roche-Helgomarc'h, chevalier banneret, capitaine de Pontorson, puis fait prisonnier par les Anglais en 1426 près d'Avranches, le duc aidera à payer la rançon en 1429, puis le choisira pour porter la dague qu'il adresse à La Pucelle. Il se distinguera à la bataille de Patay; capitaine de Compiègne, il défendra victorieusement une porte de Paris en 1438, le duc le fera capitaine de Touffou. Prit part en 1420 à la ligue contre les Penthièvre, il accompagne le 6 octobre 1424 le comte de Richmond rejoindre le Roi à Angers,
marié à Jeanne de Guermeur (vers 1405 † 1457), dame héritière de Coëtfao, du Ponthou et de Keroberan, dont :
Marguerite, héritière de Rostrenen,
Jeanne (née vers 1425), dame de La Roche-Helgoumarch,
mariée à Guyon du Quélennec (vers 1420 † avant 1478), vicomte du Faou, chambellan du duc, amiral de Bretagne,
Catherine (née vers 1430),
mariée en 1450 à Roland de Guémadeuc (vers 1440 † avant 1467), seigneur du Gué-Madeuc,
- Marguerite, héritière de Rostrenen, de Coëtfao, du Ponthou et de Keroberan,
mariée en 1440 à Jean II, seigneur du Pont-L'Abbé.

## Titres
- Seigneurs de Rostrenen et de La Roche-Helgomarc'h,

## Blason et devises
La légende veut qu’un seigneur de Rostrenen, servant sous les ordres du Duc de Bretagne, blessé à la main pendant la bataille contre les Normands, porta ses trois doigts ensanglantés en travers de son bouclier. Il ne quitta le combat que lorsque la victoire fut acquise. Le Duc de Bretagne reconnaissant la bravoure du seigneur de Rostrenen lui marqua sa reconnaissance en déclamant : « Rostrenen, voilà tes armes ». Depuis, l’écu de Rostrenen représente l’histoire de ce seigneur.
| Image | Armes de la Famille de Rostrenen                         |
| ----- | -------------------------------------------------------- |
|       | Famille de Rostrenen D'hermine à trois fasces de gueules |

- Oultres[2],
- Si je Puis[2].

## Personnalités
- Pierre VIII de Rostrenen, chevalier banneret, capitaine de Pontorson, de Compiègne et de Touffou,
- Rivallon de Rostrenen aurait été chambellan de Barbe-Torte.

## Châteaux, seigneuries, terres

### Châteaux
- Château de Rostrenen

### Terres
- Rostrenen